# Église Saint-Bernard de Metz
L'église Saint-Bernard est un édifice religieux catholique située Place Durutte dans le quartier de Plantières à Metz en Moselle.
Elle est placée sous le patronage de saint Bernard de Clairvaux.

## Historique[1]
Jusqu’à la fin de la Seconde Guerre mondiale, Plantières est une zone à vocation essentiellement agricole, arboricole et horticole.
Les seules exceptions à cette vocation résident dans l’hôpital Legouest, les casemates proches du cimetière de l’Est, ainsi que les avenues de Plantières et Strasbourg. Avec la guerre des baraquements avaient été installés sur la place Durutte, la rue Foes, jusqu’à la Cheneau. Ces baraquements qui accueillirent des familles déplacées par la guerre, furent rapidement remplacés par un lotissement dans les années 1950.
C’est dans ce contexte d’urbanisation d’après-guerre que la construction de l’église Saint-Bernard s’est avérée nécessaire.

## Construction

### Décision de construire[1]
D’un point de vue spirituel, Plantières dépendait à l’époque de la paroisse de Queuleu. Ainsi, le Conseil de Fabrique de Queuleu, sous l’impulsion de paroissiens habitant Plantières, et sous celle du curé de Queuleu, le chanoine Victor Bach, décide le 1er octobre 1950 d’acheter un terrain à la Ville de Metz afin d’y édifier la nouvelle église.
A l’époque, la construction avait été envisagée sur le terrain où l’église se trouve aujourd’hui, et un autre près des écoles primaires et maternelles. Le choix s’était porté sur le terrain actuel, car il était prévu la construction d’un lotissement à l’emplacement de l’actuel Lycée Robert Schuman.
Le 6 septembre 1950 avait été constituée l’Association Notre Dame de Plantières afin de recueillir les différents dons pour la construction de l’église.

### Choix architectural

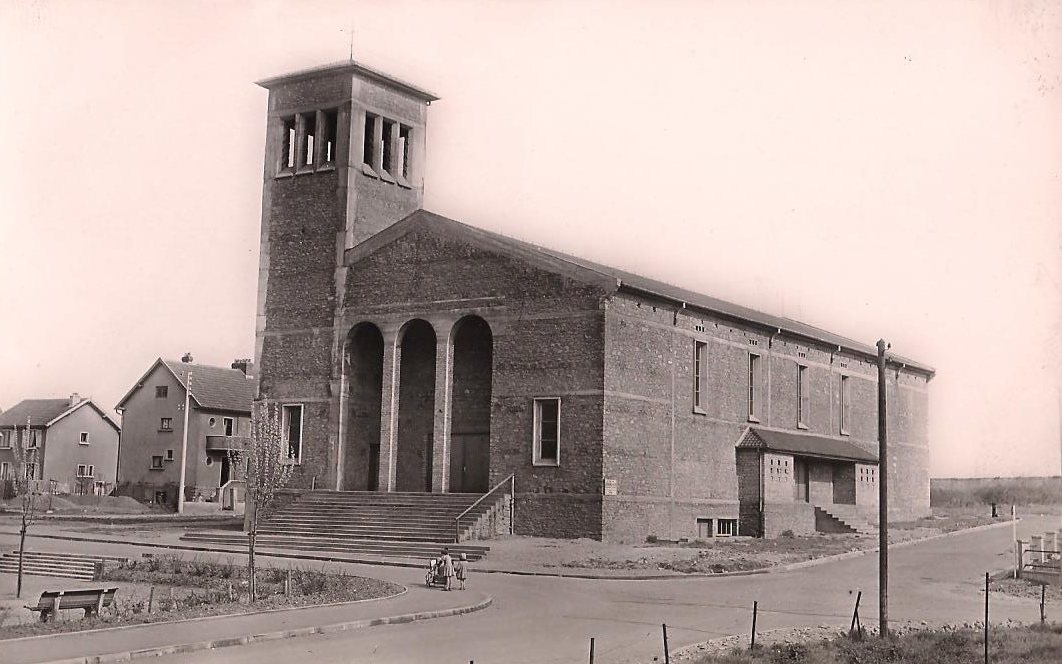
Le crépi n'est pas encore posé, les pierres de maçonnerie sont apparentes (1955).

Les plans des architectes Joseph Erhard et Robert Wolff sont approuvés par le Conseil de Fabrique le 20 février 1952. Les choix architecturaux peuvent être qualifiés de classiques, avec une nef plutôt haute et large, un chœur fermé, un large porche, auquel est accolé un baptistère, le tout couronné par un campanile. À ce titre, l’église de Plantières diffère peu des autres églises messines de la même époque.
Seul son aspect extérieur permet de la distinguer. Elle est souvent qualifiée de temple romain.
Le choix a été fait quant aux matériaux, de privilégier la pierre plutôt que des agglos.

### Travaux et dédicace de l'église[1]
Les travaux débutent dès octobre 1952 et se terminent en juin 1955. Seules les finitions restent encore à faire.
Le 25 juin 1955, Mgr Joseph-Jean Heintz, évêque de Metz, bénit l’église. Cette dernière est placée sous la protection de saint Bernard, dont le 800e anniversaire de sa mort venait d’être célébré en 1953.
En 1959, les portes extérieures en bois d’Iroko sont posées. Le dallage est posé en 1961, le crépi intérieur en 1963.
La dédicace de l’église a lieu le samedi 2 juillet 1966 par Mgr Paul-Joseph Schmitt, évêque de Metz.

### Cloches[1],[3]
L'église n’a été dotée de cloches qu’en 1966. Jusque-là, les sonneries étaient assurées par des haut-parleurs. Les cloches proviennent de l’ancienne église Saint-Paul et Sainte-Rita d’Alger devenue une mosquée depuis.  
C’est grâce à l’abbé Payno, que l’église a pu obtenir ces cloches. En effet, l’abbé Payno était un rapatrié d’Algérie et c’est son ami, l’abbé Jean Scotto, curé de la paroisse Saint-Paul et Sainte-Rita d’Alger qui les lui a offertes.
Elles arrivent à Metz en mars 1965, et sonnent pour la première fois le 2 juillet 1966.
Le campanile contient 3 cloches. La première se prénomme Anne. Une représentation de Sainte-Anne s’y trouve. Elle pèse 450 kg et sonne en « la ». On y trouve l'inscription suivante : « Selon ta grande miséricorde Seigneur écoute ma voix (Psaume 118). Charité. L'an de grâce 1938. Sous le pontificat de S.S. Pie XI glorieusement régnant. J'ai été baptisée par S Exc Mgr Leynaud archevêque d'Alger. M l'abbé Pierre Galle curé de St-Paul de Belcourt d'Alger. J'ai été offerte par Madame Dufour Feussard sa tante. J'ai eu pour marraine Melle Cacavelli bienfaitrice de la paroisse. Je m'appelle Félicité. Sidonie. Anne. Marie. Joseph. Antoinette. Jeanne. ».
La seconde est baptisée Marie-Paule, et doit son nom à sa marraine. Elle pèse 280 kg et sonne en « si ». Il y est gravé les termes suivants : « J'ai été baptisée en 1938 par S Exc Mgr Léon Etienne Duval archevêque d'Alger. S.S. le Pape Pie XII étant glorieusement régnant et le chanoine Marcel Roux curé de St-Paul. Tc Rita Alger. J'ai eu pour parrain Jacques Descalsi Niziere et pour marraines les dames de l'A.C.G.F de la paroisse de St-Paul. Ste-Rita. Marie Paul. Robert et Jean Bollée fondeurs de cloches à Orléans. France ».
La troisième se nomme Rita de Cascia, sainte patronne de la paroisse Saint-Paul et Sainte-Rita d’Alger. Elle pèse 180 kg et sonne en « do ». On y trouve l'inscription suivante : « J'ai été baptisée en 1938 par S Exc Mgr Léon Étienne Duval archevêque d'Alger. S.s le Pape Pie XII étant glorieusement régnant et le chanoine Marcel Roux curé de St-Paul. Tc Rita Alger. J'ai eu pour parrain Georges Albrecht et pour marraine Virtrudes Henry. Rita de Cascia. Robert et Jean Bollée fondeurs de cloches à Orléans. France ».
Elles contiendraient toutes les trois de l'argent, incorporé lors de la fonte, et qui proviendrait de dons des paroissiens de Saint-Paul et Sainte-Rita d'Alger.

## Aménagements intérieurs[1]

### Statuaire
L’église de Plantières abrite relativement peu de statues. Il faut cependant noter la présence d’une Vierge à l'Enfant, et d'un Christ-roi en bois sculpté stylisé. Elles sont issues d’une collaboration entre l’abbé Charles Gille et le sculpteur alsacien Joseph Saur (1908-2012).
A l’entrée du sanctuaire, côté épître, une statue en bois sculpté classique, représente saint Bernard. Elle est due à Thérèse Sallerin, paroissienne de Plantières qui en a fait don à l’église.

### Chemin de croix
De style moderne en bronze, il a la particularité de posséder 15 stations et non 14, la dernière représentant la Résurrection. Il a été coulé par le maître fondeur Auguste Jung de Plantières, et est né là aussi de la collaboration de l’abbé Gille et du sculpteur Joseph Saur.

### Fresque de Saint-Bernard

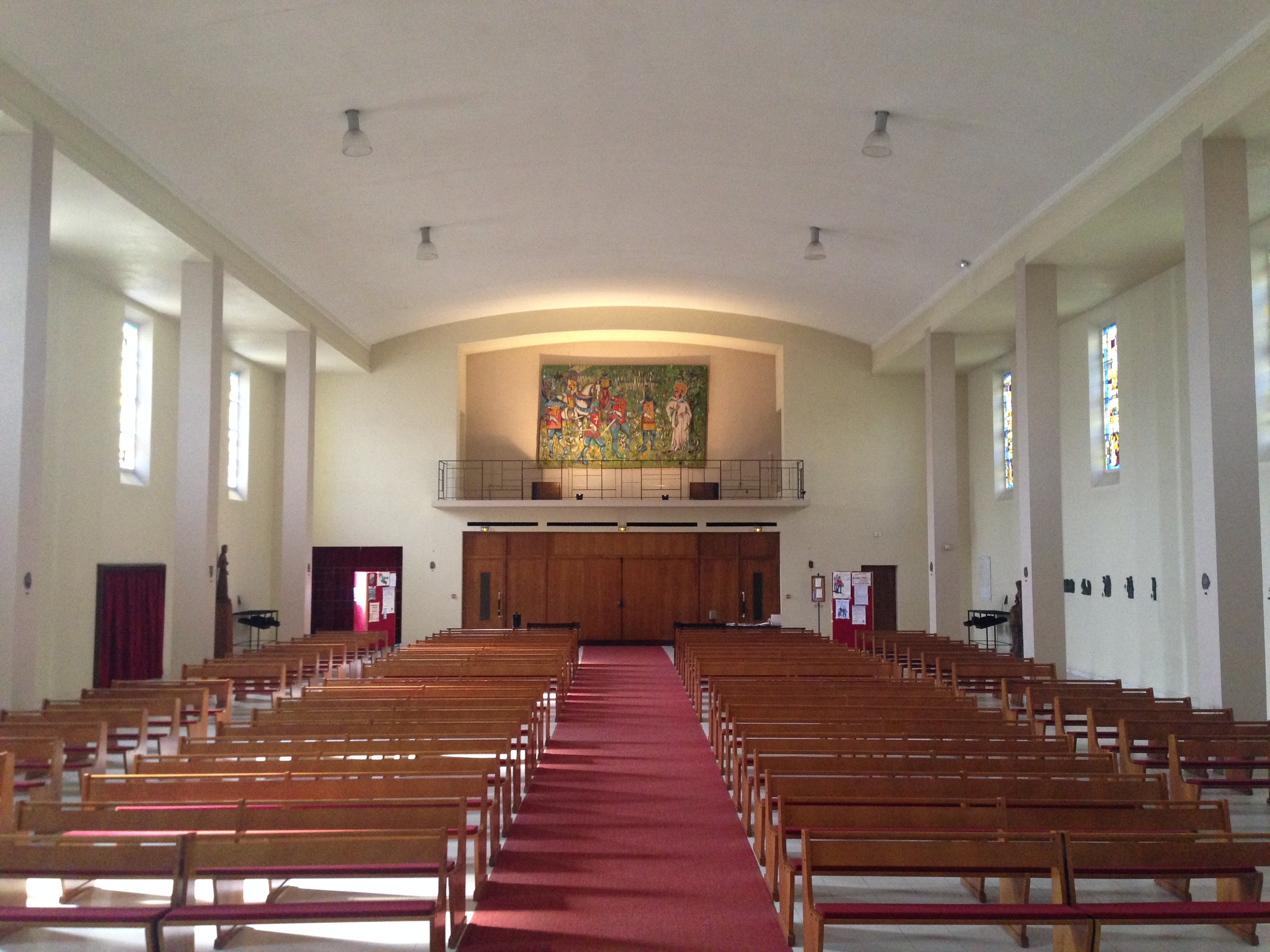
Saint Bernard de Clairvaux prêchant la seconde croisade à Vézelay, le 31 mars 1146.

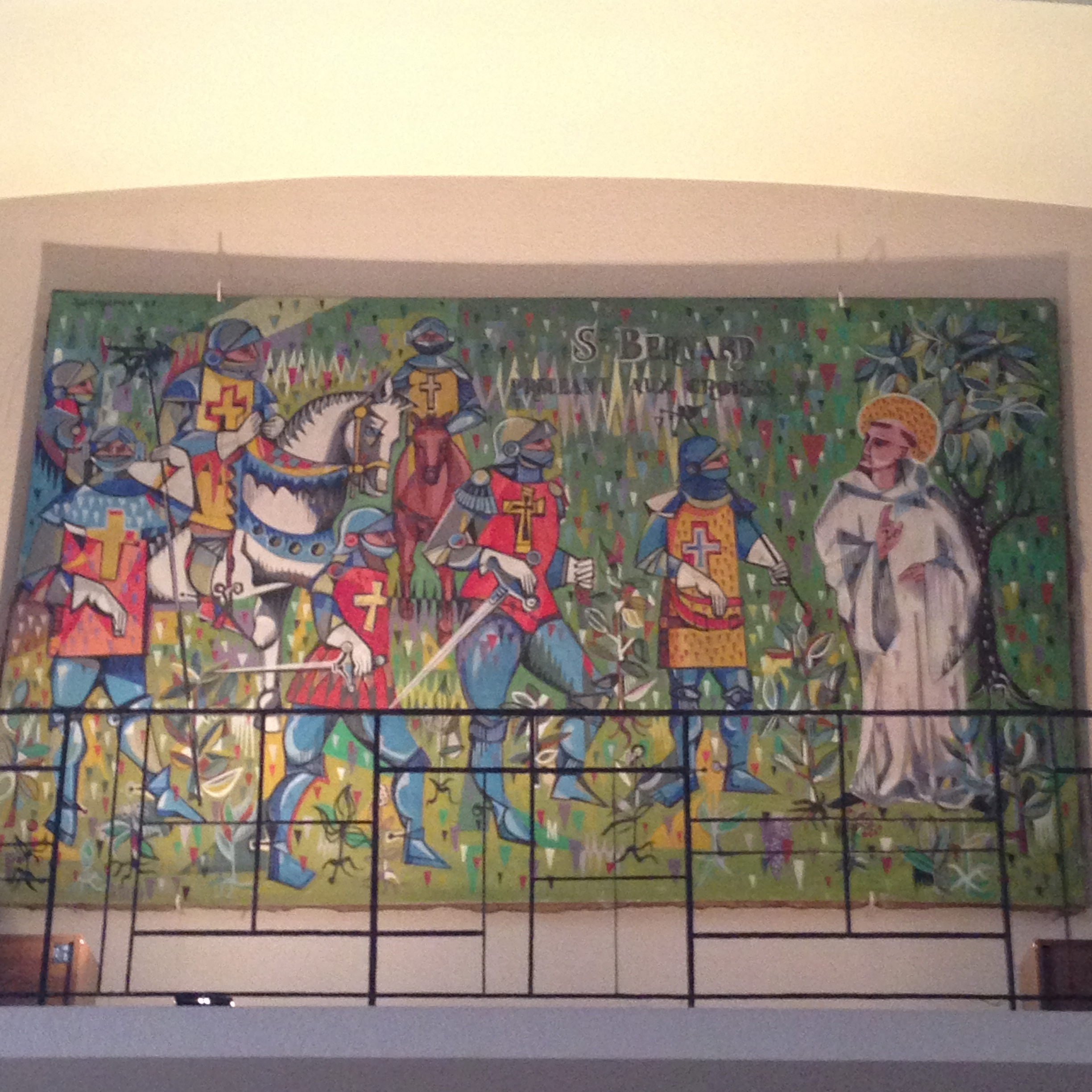
Saint Bernard de Clairvaux prêchant la seconde croisade à Vézelay, le 31 mars 1146.

Cette fresque initialement installée dans le sanctuaire, se trouve désormais dans la tribune. Elle est due à l’artiste Jacques Griesmer. Elle illustre le célèbre épisode où saint Bernard prêche la croisade à Vézelay.

### Banc de communionet ambons
Fruits eux aussi de la collaboration de l’abbé Gille et de Joseph Saur, ils sont en bronze tous les deux. De chaque côté du sanctuaire, les deux ambons dominent la nef. L'ambon situé du côté évangile représente les quatre évangélistes sous la forme d'un aigle, le taureau, l'homme ailé et le lion.
Sur le banc de communion matérialisant l’entrée du sanctuaire et sur lequel les fidèles s'agenouillent pour recevoir la communion, figurent de nombreux symboles eucharistiques et christiques.
Le banc de droite (côté Épître) figure les lettres JHS (Iesus Hominum Salvator), Jésus Sauveur des Hommes, le tout surmonté d’une croix. On y trouve aussi un agneau, symbole eucharistique rappelant que la messe est un sacrifice. Le peuple juif sacrifiait des agneaux, désormais c’est Jésus-Christ qui est sacrifié. Cet agneau est surmonté de l’inscription « Ecce Agnus Dei », début de la phrase prononcée par le prêtre avant la communion en présentant une hostie consacrée. La phrase complète est la suivant : Ecce Agnus Dei, Ecce qui tollit peccata mundi (Voici l’Agneau de Dieu, voici celui qui enlève les pêchés du monde).
Le banc de gauche (côté Évangile) est une réponse à celui de droite. Il est composé d’une grappe de raisin et de deux épis de blé. On y trouve aussi un poisson figurant l’Ichthus, lequel est surmonté de l’Alpha et Oméga (début et fin de toute chose) entourant un chrisme. On peut y lire aussi « Domine non sum dignus ». Début de la réponse prononcée avant de recevoir la communion : Domine, non sum dignus, ut intres sub tectum meum: sed tantum dic verbo, et sanabitur anima mea (Seigneur, je ne suis pas digne que vous entriez sous mon toit, mais dites seulement une parole et mon âme sera guérie).

### Christ de la Parousie
Lui aussi issu du travail de Joseph Saur, il s’agit d’une sculpture de 4m de haut, et d’une tonne de bronze. Elle vient remplacer la fresque de Saint-Bernard. Elle a été coulée par le fondeur Jung qui a offert lui-même le bronze.
Elle représente la Parousie, c'est-à-dire la seconde venue du Christ sur Terre (la première étant sa naissance). On y voit Jésus-Christ, assis sur la Croix, écrasant sous ses pieds un dragon figurant le démon. Sur sa gauche, Adam, symbole de l’humanité tend les bras vers son Seigneur en espérant être sauvé des mâchoires du démon qui l’enserre. Enfin, on y trouve le Soleil, la Lune et une étoile, figures du nouveau monde.

### Vitraux
Réalisés par un groupe d’artistes parisiens, ils représentent la prière mariale du Salve Regina. Initialement cependant, l’ensemble devait illustrer la vie de Saint-Bernard.

### Autel

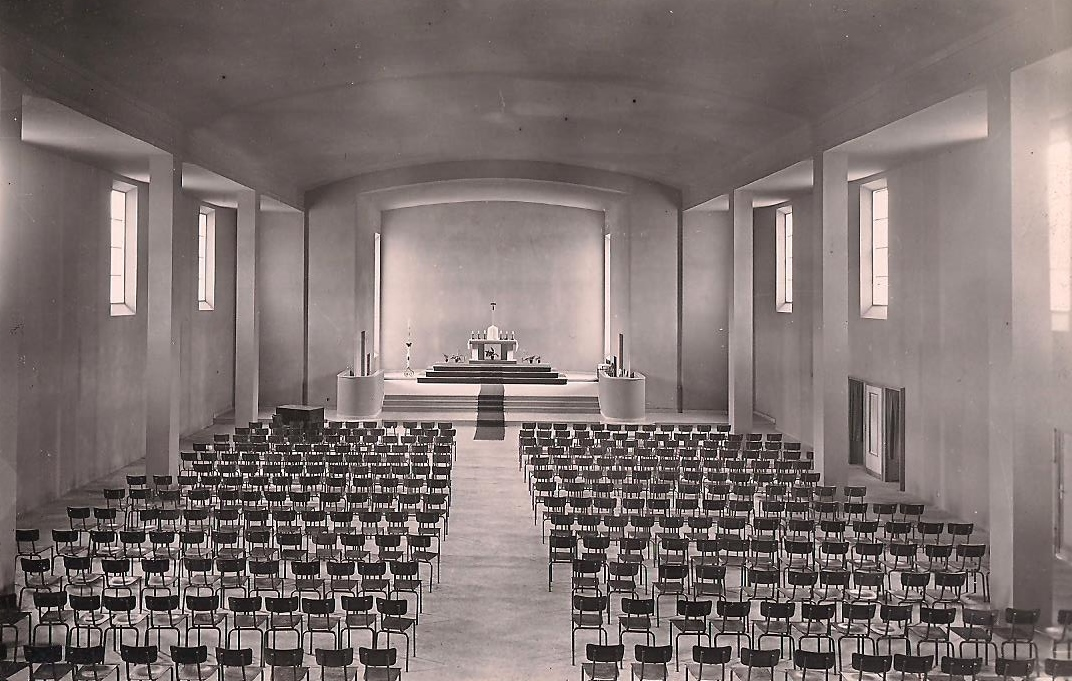
Avant les changements opérés dans les années 1960, le maître autel se trouvait dans le chœur sur les trois degrés traditionnels. Le tabernacle contenant les hosties consacrées était placé au centre de l'autel. Il est aujourd'hui sur le côté à l'entrée du chœur.

L’autel actuel a été installé en janvier 1962, et remplace un autel provisoire. Il s’agit d’un autel en granit des Vosges, surmonté d’une mensa en marbre contenant des reliques. L’autel est dû au granitier vosgien Isidore Étienne.

## Vie de la paroisse[4]

### Messes
Jusqu’au 31 août 1959, Plantières dépend de la paroisse de Queuleu. À partir de cette date, Plantières est doté d’un vicaire résident. Par ordonnance épiscopale en date à Metz, du 10 septembre 1986, le vicariat résidentiel se transforme en paroisse succursale. L'église Saint-Bernard dépend actuellement de la communauté de paroisses de Plantières et Queuleu, Notre-Dame des sources.
La messe y est célébrée en semaine, les samedis à 18 h 30.
Les dimanches, la messe est célébrée à 10 h 00 sous la forme extraordinaire du rite romain.

### Liste des prêtres ayant desservi l'église[1]
1. Abbé Victor Bach, curé de Queuleu de 1955 à 1959
2. Abbé Charles Gille, premier vicaire résident de 1959 à 1964
3. Abbé François Payno, vicaire résident de 1964 à 1967
4. Abbé Nicolas Baroth, vicaire résident de 1967 à 1977
5. Abbé Jean-Louis Bouvret, vicaire résident de 1977 à 1986, puis curé jusque 1988
6. Abbé Roland Dietrich, curé de 1988 à 1998
7. Abbé Joseph Penrad, curé archiprêtre de Queuleu et Plantières de 1998 à 2003, assisté de l’abbé Benoît Alowonou, aujourd’hui évêque de Kpalimé (Togo)
8. Abbé Francis de Backer, curé archiprêtre de Queuleu et Plantières de 2003 à 2015
9. Abbé Philippe Boisse, curé archiprêtre de Queuleu et Plantières de 2015 à aujourd’hui.